# Guy Van den Bulcke
Guy Van den Bulcke (Antwerpen, 1931) is een Belgisch kunstschilder, graficus en amateur-ornitholoog die met zijn kunstwerken voornamelijk in Amerika bekend is. Hij handtekent zijn werken ook met Guy Bulcke.

## Levensloop
Guy Van den Bulcke werd in 1931 geboren te Antwerpen en woont het grootste deel van zijn leven in de randgemeente Schoten. Zijn loopbaan begon na een opleiding aan de koninklijke Academie voor Schone Kunsten van Antwerpen. Op zijn 21ste won hij de Prijs van Rome en twee jaar later de Prijs van de Jonge Belgische Schilderkunst. In zijn begin periode maakte hij abstracte werken maar ook realistische etsen van dieren zijn bekend, zoals dat van een pelikaan uit 1951.
In de jaren 1960 was het stil rond Van den Bulcke en werd hij succesvol in de vastgoedsector.
Midden de jaren 1970 maakte hij een comeback. Vanaf dan bouwde hij voort op popart en hyperrealisme en maakte hij figuratieve doeken. Deze omschakeling werd in België niet met open armen ontvangen. Onder meer dankzij de Gallery La Colombe d’Or in Houston werden zijn werken bekend in Amerika. De onderwerpen uit zijn tweede periode zijn: natuurlandschappen met vogels, wilde dieren, meisjes en vrouwen uit alle werelddelen. Hoewel zijn werken realistisch ogen, zijn ze veelal fictieve composities die eerder surrealistisch zijn.

## Prijzen
- Prijs van Rome, op de leeftijd van 21
- Prijs van de Jonge Belgische Schilderkunst, op de leeftijd van 23

## Tentoonstellingen
Sedert 1953 stelt Van den Bulcke internationaal ten toon.. Hier volgt een beperkte recente lijst: 
- 2015 - Personal Structures – Crossing Borders in het Palazzo Mora tijdens de Biënnale van Venetië [2]
- 2015 - galerie J.M. Zeberg te Antwerpen
- 2017 - de Biënnale van Venetië [3]
- 2018 - solo exhibitie in de Guy Pieters Gallery in Knokke
- 2018 - solo exhibitie in de Early Birds Art Gallery in Brasschaat
- 2019 - Art in Nature, Kasteel van Schoten in Antwerpen-Schoten
- 2022 - retrospectieve bij Campo & Campo in Antwerpen-Berchem

## Boeken
- In 1978 en 1999 publiceerde Marcel van Jole een boek over Guy Van den Bulcke.[4]
- Guy van den Bulcke - His Presence in the United States van Marcel van Jole, Stephen Zimmerman en Virgil Hammock. [5]
- In 2016 verscheen een boek van Ernest Van Buynder over Van den Bulcke. [6]